# Takeshi Natori
Takeshi Natori (名取武?, Natori Takeshi; 12 gennaio 1913 – 7 novembre 1985) è stato un calciatore giapponese, di ruolo attaccante.

## Carriera

### Club
Natori ha militato nella rappresentativa calcistica dell'Università di Waseda.

### Nazionale
Ha vestito in una occasione la maglia della nazionale di calcio giapponese, nella sconfitta per 4-3 contro la Cina il 20 maggio 1934 a Manila in occasione dei X Giochi dell'Estremo Oriente. In tale incontro segnò anche una rete al 74' minuto.

## Statistiche

### Cronologia presenze e reti in Nazionale
| Cronologia completa delle presenze e delle reti in nazionale ― Giappone | Cronologia completa delle presenze e delle reti in nazionale ― Giappone | Cronologia completa delle presenze e delle reti in nazionale ― Giappone | Cronologia completa delle presenze e delle reti in nazionale ― Giappone | Cronologia completa delle presenze e delle reti in nazionale ― Giappone | Cronologia completa delle presenze e delle reti in nazionale ― Giappone | Cronologia completa delle presenze e delle reti in nazionale ― Giappone | Cronologia completa delle presenze e delle reti in nazionale ― Giappone |
| Data                                                                    | Città                                                                   | In casa                                                                 | Risultato                                                               | Ospiti                                                                  | Competizione                                                            | Reti                                                                    | Note                                                                    |
| ----------------------------------------------------------------------- | ----------------------------------------------------------------------- | ----------------------------------------------------------------------- | ----------------------------------------------------------------------- | ----------------------------------------------------------------------- | ----------------------------------------------------------------------- | ----------------------------------------------------------------------- | ----------------------------------------------------------------------- |
| 20/05/1934                                                              | Manila                                                                  | Giappone                                                                | 3 – 4                                                                   | Repubblica di Cina                                                      | X Giochi dell'Estremo Oriente                                           | 1                                                                       |                                                                         |
| Totale                                                                  |                                                                         | Presenze                                                                | 1                                                                       |                                                                         | Reti                                                                    | 1                                                                       |                                                                         |